# Sidonie Kateřina Sasko-Lauenburská
Sidonie Kateřina, také Sedena, známá jako Černá kněžna, (1548–1550, Ratzeburg – 1594, Gýmeš, Uhry) byla těšínská kněžna.

## Život
Byla dcerou Františka I. Sasko-Lauenburského (1510–1581), vévody z Askánské dynastie (Sasko-lauenburští Askánci) a Sibyly Saské (nar. 8. únor 1540) z dynastie Wettinů. Její otec byl jedním z protektorů protestantismu v Německém království.

## Vláda
Kněžna vedla knížectví v zastoupení syna, stala se regentkou (1579–1597), byla to první kněžnou (a tedy ženou) na těšínském trůnu. Poručníky byli ustanoveni: kníže Jiří II. Lehnicko-Břežský, Karel II. Minsterbersko-Olešnický a Jan starší Bruntálský z Vrbna. V roce 1586 nahradil Jana staršího Bruntálského držitel Pštinského panství Zikfríd (Siegfried, nebo Seyfried) z Promic a hejtman Svídnického knížectví Matyáš z Lohova. To bylo na příkaz císaře Rudolfa II., aby posílil katolický vliv na evangelického mladého knížete.
Po odjedu na hrad v Trenčíně, pověřila správnou knížectví hejtmana Jáchyma Morteisena z Míšně a Waltersdorfu. Jeho otec Ulrich († 1574) doktor práv, byl také kancléř kurfiřta Augusta Saského (viz Seznam saských panovníků). Jáchym Morteisen byl správcem do roku 1592. Pro nespokojenost těšínských stavů byl jmenován novým kancléřem František Mléčko z Jílovnice (Iłownica, Polsko), člen starého rytířského rodu.

### Spory
Vedla časté spory, mezi nejznámější patří spor s Janem Jeřábkem z Mořkova († 1603) a jeho ženou Martou Hynalovou z Kornic (1621).

### Pečeť
Kněžna používala vlastní pečeť, jednostrannou, tzv. malou, znakovou, s úplným znakem. V poli čtvrcený štít se středním štítkem. Na středním štítku vpravo hledící orlice. V prvním a čtvrtém poli kosmo dělená břevna, v druhém poli vpravo hledící orlice, ve třetím poli obraz setřen.

### Měna
Posmrtně byly raženy mince s podobiznou kněžny:
- groš: monogram kněžny (avers), orel (revers), stříbro, průměr 9mm, hmotnost 0,16g
- dukát: monogram kněžny (avers), orel (revers), zlato, průměr 9mm, hmotnost 0,23g

## Manželství
Dne 25. listopadu 1567 se provdala ovdovělého (první manželka byla dcera Jana IV. z Pernštejna, Marie) za těšínského knížete Václava III. Adama Těšínského. Porodila mu 3 syny a 3 dcery (viz Václav III. Adam Těšínský).
Roku 1579 kníže zemřel na mrtvici, čtyři děti pak na mor, který v té době zabil 3000 lidí z Těšínska. Oběťmi moru se staly i děti kněžny, přežil jen syn Adam Václav Těšínský, v té době pětiletý, a dcery Marie Sidonie a Anna Sibyla. Na památku obětem moru nechala kněžna Kateřina Sidonie vystavět v Těšíně kostel Svaté Trojice.
Po smrti manžela, až do své smrti prý nosila černý šat, proto byla lidem nazývána Černá kněžna. Kromě černých šatů měla prý i černé vlasy a oči.
Podruhé se provdala 16. února 1586, za královského rádce Emericha III. Forgáče (Emeric III Forgács of Gýmeš et Gács, 1539–1599), kapitána a pána na Trenčíně, trenčínského nadžupana.
Po svatbě pobývala v Těšíně zřídka. byl doložen pobyt v letech: srpen 1588, říjen 1591, březen 1594. Právě v roce 1594 se naposledy viděla se svým synem.

## Smrt
K místu a datu úmrtí bylo známo několik verzí.

### První verze
Kateřina Sidonie zemřela 10. září 1594 v 10 hodin, v komnatách gýmešského hradu, a to na následky těžké tělesné slabosti. Její syn Adam Václav Těšínský to oznámil v dopise, který byl vyhotoven 13. prosince 1594 v Těšíně a byl adresován Anně Meklenburské. Ta to, prostřednictvím své kanceláře v Jelgavě, dopisem a opisem původního dopisu sdělila 21. ledna 1595 Oldřichovi III. Meklenburskému (německy Ulrich).
Její tělo bylo nabalzamováno a pravděpodobně i vystaveno v hradní kapli do doby než ovdovělý manžel Emerich III. Forgáč a Adam Václav Těšínský připravili vše potřebné k převozu ostatků do Těšína. Smuteční průvod byl vypraven v polovině ledna 1595, a to za doprovodu manžela a spřízněných šlechticů. Rakev pak byla uložena do krypty těšínského kostela (bývalý dominikánský klášter), vedle rakve Václava III. Adama Těšínského a jejich dětí.

### Druhá verze
V kronice cisterciáckého kláštera (Klášter Lubuš) v dolnoslezské Lubuši (německy Leubus, polsky Lubiąż) je zápis o uložení ostatků sasko-těšínské kněžny a jejího druhého manžela Emericha Forgáče. Kronikář Mikuláš Pol pak poznamenal smrt Kateřiny Sidonie mezi 27. červen a 31. červenec 1594

### Třetí verze
V deníku jejího manžela je pak uvedeno, že zemřela na hradě Gýmeš (u slovenské obce Kostoľany pod Tribečom) a místo pohřbu Těšín. O převozu těla k pohřbu do krypty, v dnes bývalém dominikánském klášteře v kostele sv. Maří Magdalény, se v reakci na dopis jejího manžela zmiňuje olomoucký biskup Stanislav II. Pavlovský z Pavlovic dne 2. ledna 1595. Emerich III. Forgáč požádal o bohoslužbu za svou zesnulou manželku, olomoucký biskup mu odpověděl, že se bohoslužby účastnit nebude, resp. že bohoslužbu (katolický pohřební obřad) nebude sloužit nikdo, protože kněžna byla evangelického vyznání. Historici v tomto případě shodně uvádí, že kněžna zemřela na hradě Gýmeš kolem Vánočních svátků a roku 1594 a pohřeb v Těšíně se konal patrně v období před velikonočním půstem (asi počátkem února). Podobně odpověděl biskup také jejímu synovi Adamu Václavovi listem ze dne 4. ledna 1595.

## Šlechtický titul
My Sedena Kateřina, z Boží Milosti kněžna saská, engerská a vestfálská, také v Slezy kněžna Těšínská a Velikého Hlohova, vdova.

## Majetek
Mimo knížecího majetku, měla i svůj osobní majetek, např.:
- Dům v Fryštátě, který jí v 26. prosince 1568 postoupil její manžel Václav III. Adam Těšínský. Jednalo se o dům, který dostal darem od Sabiny Libigové, vdova po Urbanu, písaři ve Fryštátě.[21]
- Panství Bánovce nad Bebravou a 16 000 uherských zlatých, jako obvěnění.

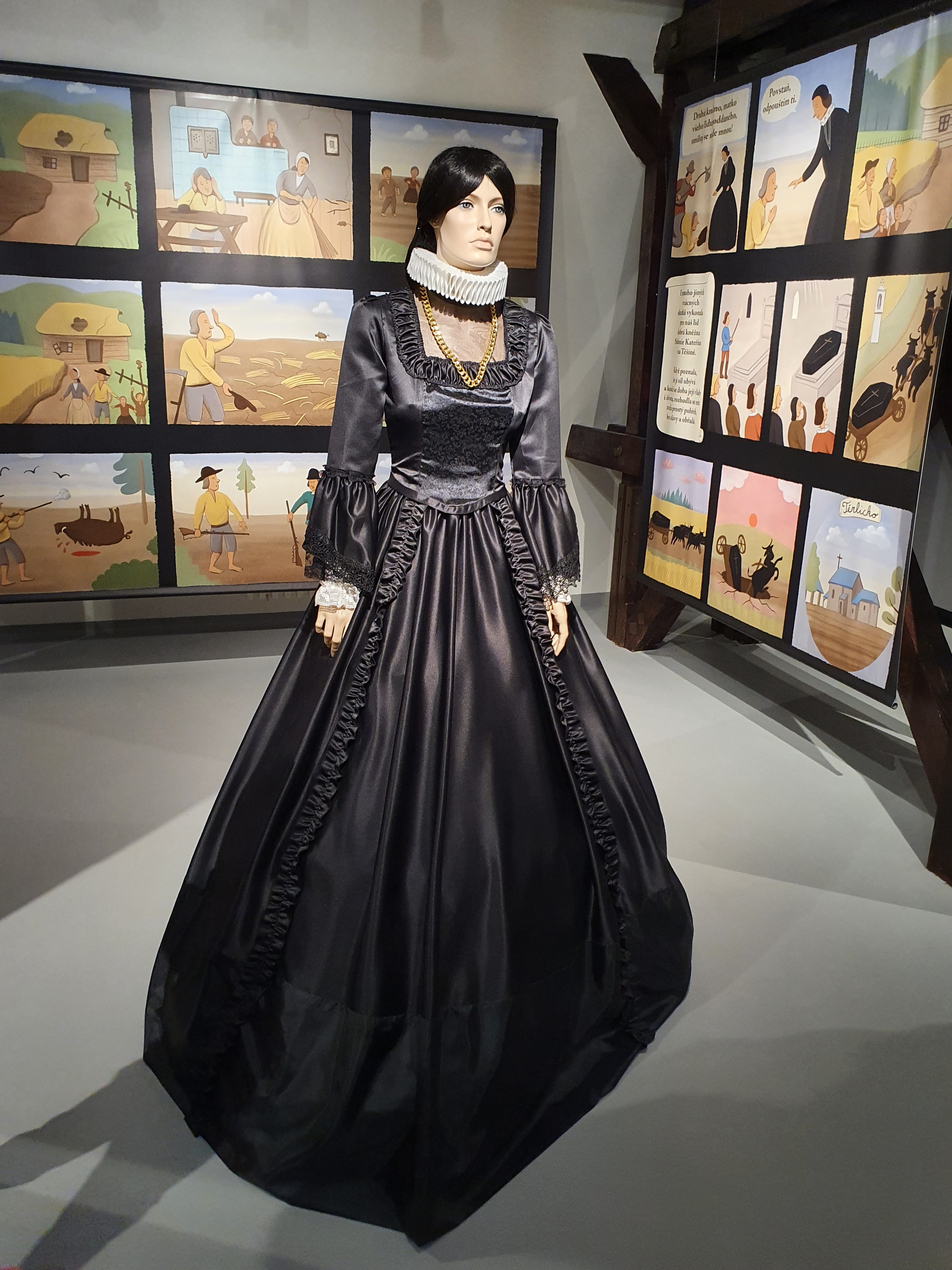
Legenda o Černé kněžně v expozici Muzea Těšínska

## Legenda
Bývá ztotožňována s tzv. „Černou kněžnou“ze slezských lidových pověstí: Černá kněžna ochránkyně chudých, Smrt a pohřeb černé kněžny.
Jedna z nejznámějších legend se váže k období let 1570–1578. Po roce 1570, kdy požár z větší části zničil město Těšín, vč. zámku se začal stavět zámek nový (později Lovecký zámeček Habsburků). V roce 1578, kdy Těšínu hrozily velké nájezdy turecký vojsk, nechal její Václav III. Adam Těšínský přestavět zámek na nedobytnou pevnost. Součástí plánů byla výstavba tunelu, o němž věděla jen hrstka lidí. Tunel měl mít vchod u nynější Piastovské věže a měl býti dlouhý až několik desítek kilometrů. Vedl podzemím i pod korytem Olše (polsky Olza) a chodba by měla ústit na nejvyšším kopci mezi obcemi Stanislavice a Těrlicko, které později pojmenovali Kostelec.
V povidce Černá kněžna (1886) vystupuje jako Kateřina Zdenka.